# Lago de San Casciano
El lago San Casciano es un lago artificial en la frontera de Toscana y Lacio, también está cerca de Umbría.
Ubicado en la zona más al sureste de Siena, el lago se extiende al sur del Monte Cetona, está a pocos kilómetros al suroeste de San Casciano dei Bagni. El lago es el punto más septentrional de Lacio y la provincia de Viterbo.
- Datos: Q303014
- Multimedia: Lago di San Casciano / Q303014